# Corno d'Oro

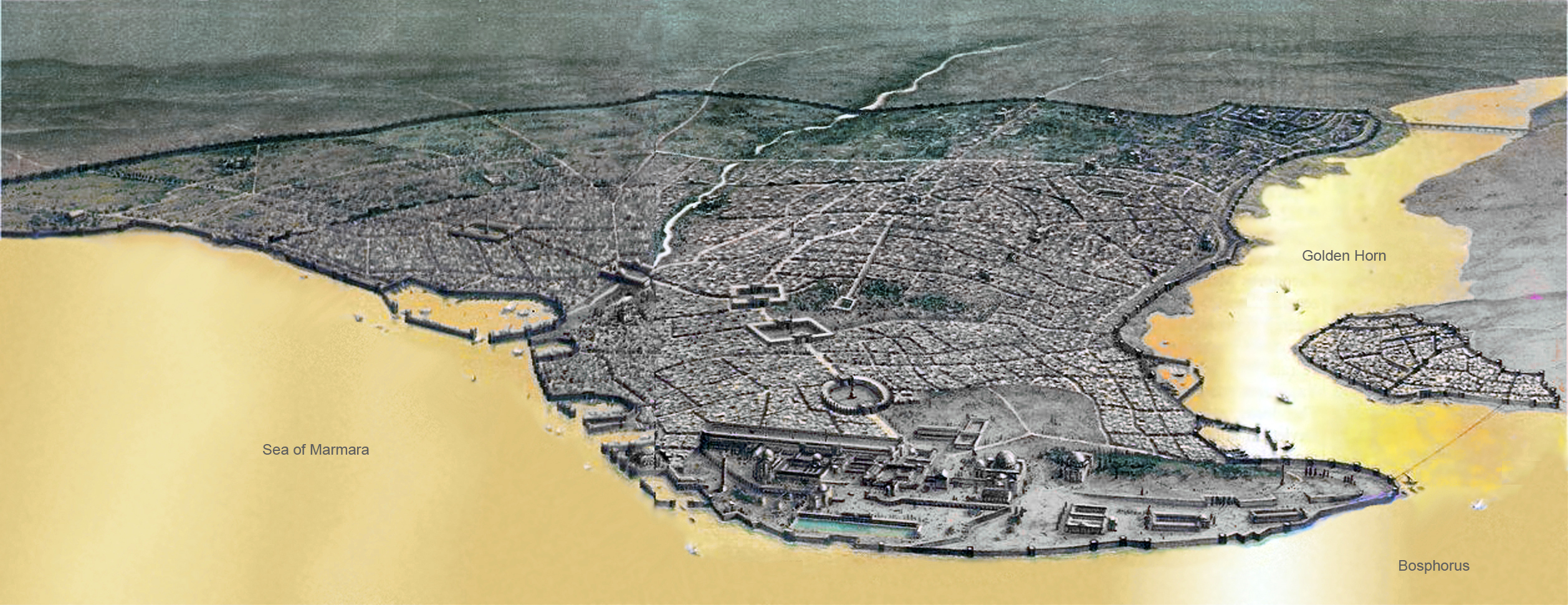
Ricostruzione grafica della Costantinopoli imperiale vista a volo d'uccello da oriente verso occidente. A destra in basso è visibile la catena che chiudeva il Corno d'oro, più in alto il primo ponte sull'estuario costruito da Giustiniano, collocato verso l'estremità nordoccidentale delle grandi mura teodosiane.

Il Corno d'Oro (in turco Haliç; in greco Χρυσόν Κέρας?, "corno d'oro") è un estuario naturale invaso dal mare (del tipo detto ría fiordo) situato nella Turchia europea.

## Geografia
Il Corno d'Oro divide la città di Istanbul in due: l'antica Bisanzio-Costantinopoli a sud, la colonia genovese di Pera-Galata a nord. Drena nel Bosforo i due fiumi Alibey, da Nord-Ovest, e Kâğıthane, il maggiore, da nord-est, noti nel mondo greco come, rispettivamente, Cydaris e Barbysis.
Lungo 7 km circa, il Corno d'Oro, con la sua forma appunto arcuata, si dirige da nord-ovest a sud-est e poi vira verso nord-est per aprirsi all'estremo sud del Bosforo. A livello del ponte di Galata è largo 293 m, mentre poco prima, all'altezza del quartiere di Kasımpaşa misura 685 m. L'ampiezza allo sbocco sul Bosforo è naturalmente maggiore, così come la profondità, misurando qui 40 m, mentre per lo più (circa il 38% della sua lunghezza) è stabile sui 10 m di profondità.
Nella sua tipologia di estuario ría, il Corno d'Oro, contro un relativamente minor afflusso di acqua dolce, riceve una maggior quantità di acqua salata, sia dal Mar Nero che dal Mediterraneo, attraverso il Bosforo.
Questi è uno stretto canale di 31 km diretto da Nord-Est a Sud-Ovest che mette in comunicazione il Mar Nero (a nord) col Mediterraneo (a sud). La direzione delle acque nel Bosforo è nei due sensi: uno strato più superficiale di acqua salmastra (salinità di 18 PSU) si dirige a Sud, mentre le acque più salate (38 PSU) e quindi più pesanti del Mediterraneo si dirigono a Nord, due correnti che scorrono senza incontrarsi a un picnoclino di -25 m. 
A livello dell'estuario del Corno d'Oro si osservano tre correnti: la più superficiale tra 0 e 15 m entra nel Corno d'Oro provenendo dal Mar Nero, mentre sotto i 20-25 metri fa il suo ingresso la corrente mediterranea; tra i due strati, tra i -15 e i -25 m, si inserisce l'unica corrente in uscita, costituita da acqua con salinità intermedia di 20-38 PSU. Nella sua porzione più a monte il Corno d'Oro presenta da uno strato superficiale di 2-3 metri di acqua dolce, con un basso contenuto di ossigeno (0,5-3 mg/L) per le attività inquinanti umane, mentre l'acqua salmastra sottostante ne è più ricca (3-8 mg/L).
Il fondale dell'estuario è un basamento paleozoico che si sviluppa dall'ordoviciano al carbonifero. Movimenti tettonici innalzano l'area nel tardo miocene. Prosegue così durante il pliocene l'erosione della superficie da parte dei paleofiumi fino almeno al 13.500 a.C. Al di sopra del basamento carbonifero, a partire non prima del 20.000 a.C., si stratificano sedimenti di diversa origine, per uno spessore che va dai 15 m sul lato sinistro ai 46 m sul lato destro.
Poiché fino a circa 14.000 a.C. il Mar di Marmara era un lago (livello di bacino misurato a -85 m), il Corno d'Oro (sbocco misurato a -75 m) era sottoposto a un'erosione di tipo fluviale. Con l'innalzamento del livello dei mari, il Mediterraneo inizia poi a riempire il bacino di Marmara e raggiunge le bocche del Corno d'Oro intorno al 13.700 a.C. Però per arrivare alle condizioni che l'estuario ha oggi occorre attendere l'olocene precoce, affinché si concluda la connessione del Mediterraneo col Mar Nero: il maggior flusso di acqua salata verso il Mar Nero infatti consente al Corno d'Oro di rallentare la sua trasformazione verso l'assetto prevalentemente marino, che acquista invece nel 9.500-9.400 a.C. Tra il 5.600 e il 1.000 a.C. l'apporto di sedimenti silicoclastici per via fluviale torna ad aumentare a causa dell'instaurarsi di un periodo pluviale. Negli ultimi tre millenni si sedimenta uno strato inquinato da apporti antropogenici.

## Storia
Con la sua sponda destra, il Corno d'oro delimita una fortunata penisola, posta a controllo dell'ingresso nelle ricche terre del Ponto Eusino. Questo luogo originalmente fu colonizzato dai greci, che vi fondarono nel 659 a.C. la polis Bisanzio. Costantino il Grande, trasferendovi la propria reggia imperiale nel 330 d.C., mutò il nome alla città, che divenne la sua città, Costantinopoli, la Nuova Roma. La sponda sinistra del Corno d'Oro accolse poi varie colonie di mercanti, tra cui i veneziani (1204) e i genovesi (1273). Nel 1453 gli Ottomani di Maometto II, i nuovi padroni, permisero a questi italiani di rimanere.
L'ingresso delle navi mercantili al Corno d'Oro dal Bosforo, era bloccato da una grande catena tirata da Costantinopoli verso la genovese torre di Galata, in modo che nessuna nave nemica potesse varcarla. Ciò nonostante lo sbarramento fu superato tre volte nel corso della storia, rompendo l'ostacolo o aggirandolo, come avvenne durante l'assedio di Galata che condusse alla caduta di Costantinopoli nel 1453, quando parte della flotta turca fu trasportata via terra e messa in mare nel Corno d'Oro oltre la catena durante una singola notte.

## Il ponte di Leonardo da Vinci sul Corno d'oro
Nel 1502 Leonardo da Vinci produsse un progetto per un ponte sul Corno d'Oro della lunghezza di 240 metri e largo otto metri per incarico del sultano Bayezid II. Il progetto è stato realizzato in scala ridotta nel 2001, quando un ponte pedonale basato sul progetto originale di Leonardo è stato costruito presso Ås in Norvegia.
Nel maggio 2006 è stato annunciato che il primo ministro turco Recep Tayyip Erdoğan ed il sindaco di Istanbul, hanno deciso di realizzare il ponte progettato da Leonardo, a seguito di studi di pianificazione urbanistica e fattibilità avviati sin dal 1999. Così, dopo oltre cinque secoli, il progetto del genio rinascimentale troverà realizzazione nello stesso luogo e con lo stesso profilo progettuale e dimensioni che aveva in origine, sollevandosi dal filo delle acque sino ad un'altezza di 24 metri, come previsto negli schizzi di Leonardo.